# Détective Conan : L'Étoile à un million de dollars
Série
Détective Conan : Le Sous-marin noir
(2023)
Pour plus de détails, voir Fiche technique et Distribution.
Détective Conan : L'Étoile à un million de dollars (名探偵コナン 100万ドルの五稜星, Meitantei Konan: Hyakuman Doru no Michishirube) est un film d'animation japonais sorti en 2024, réalisé par Chika Nagaoka et scénarisé par Takahiro Okura. Il s'agit du vingt-septième long métrage issu de la série Détective Conan. Dans la pure lignée de ces films annuels, ce nouveau Conan détrône localement le précédent au box-office et est le premier film de la franchise à dépasser les 10 millions de tickets vendus.
Le long métrage est dans la sélection hors compétition du Festival d'Annecy 2024,. Il s'agit du quatrième film Détective Conan à être distribué au cinéma en France, le 19 juin 2024 par le distributeur indépendant Eurozoom. Il est le premier Conan à n'être projeté qu'en version originale sous-titrée en français uniquement, après les échecs commerciaux de ses prédécesseurs au box-office français,.

## Synopsis
Dans la ville de Hakodate, Kaito Kid annonce son prochain méfait, dont la cible est un sabre japonais en rapport avec le guerrier Toshizo Hijikata. Le jour du vol, Heiji Hattori et Conan, qui assistaient à un tournoi de kendo dans la ville, confrontent Kid dans l'espoir de connaître la raison pour laquelle il veut l'épée. De son côté, Ran fait face à Momiji, véritable ennemie, et à son majordome, Iori, qui tentent d'empêcher la confession de Heiji à Kazuha.

## Fiche technique
- Titre original : 名探偵コナン 100万ドルの五稜星 (Meitantei Conan: Hyakuman Doru no Michishirube?)
- Titre français : Détective Conan : L'Étoile à un million de dollars / Détective Conan : L'Étoile à 1 million de dollars
- Réalisation : Chika Nagaoka
- Scénario : Takahiro Okura
- Musique : Yûgo Kanno
- Sociétés de production : TMS/1st Studio
- Société de distribution : Eurozoom
- Pays d'origine :  Japon
- Langue originale : Japonais
- Format : Couleur
- Genre : Animation, policier
- Durée : 110 minutes
- Dates de sortie :
  - Japon : 12 avril 2024
  - France : 19 juin 2024 (sortie nationale[6])

## Distribution

### Voix originales
- Minami Takayama : Conan Edogawa
- Wakana Yamazaki : Ran Mori
- Rikiya Koyama : Kogoro Mori
- Kappei Yamaguchi : Shinichi Kudo, Kaito Kid
- Kenichi Ogata : Hiroshi Agasa
- Megumi Hayashibara : Ai Haibara
- Yukiko Iwai : Ayumi Yoshida
- Ikue Ōtani : Mitsuhiko Tsuburaya
- Wataru Takagi : Genta Kojima
- Satsuki Yukino : Momiji Ooka
- Daisuke Ono : Muga Iori
- Kenjiro Tsuda : Toshizo Hijikata
- Yo Oizumi : Yoshihisa Kawasoe
- Yoshitsugu Matsuoka : Hijiri Fukushiro
- Takayuki Sugō : Ryōe Fukushiro
- Hiroshi Naka : Takuzō Onoe
- Marika Kōno : Miko Yoshinaga
- Banjō Ginga : Brian D. Kadokura

## Sorties
Avec le distributeur Eurozoom, le long-métrage est exploité nationalement dans 165 salles en France métropolitaine dès le 19 juin 2024. Il est projeté à Papeete, La Réunion, en Belgique et au Luxembourg à partir du 26 juin 2024,.

### France
En 2021, le studio TMS France approche le distributeur français Eurozoom pour réintroduire Détective Conan en France, lequel signe après avoir déjà repéré cette franchise et le succès de ses longs métrages au Japon,. Produits à un rythme annuel, ces films se classent systématiquement dans le trio de tête du box-office japonais. Les rapports entre le studio et le distributeur conviennent en amont que la notoriété de la licence au Japon ne justifie pas d'avoir des ambitions similaires en France. Malgré le déficit de notoriété sur le territoire, Eurozoom tente sa chance avec trois opus, en VOSTFr et également avec une version française produite par le studio luxembourgeois Soundtastic, à petit budget mais familier des productions du distributeur, y incluant les comédiens des premiers épisodes de la série télévisée et, au fil des films, un certain nombre de comédiens français populaires,.
La cible est le tout public, avec à moyen terme un objectif de « plusieurs centaines de milliers d'entrées » par volet, néanmoins le grand public et le public familial « de Disney » boudent ces trois premières productions,,. La Fiancée de Shibuya est le 17e film le moins rentable du box-office français en 2022 avec 33 440 entrées,. Ces trois films précédents — La Balle Écarlate, La Fiancée de Shibuya et Le Sous-marin noir sont des gouffres financiers sans retour sur investissement,,.
Ce manque de succès nuit à la réputation de ces productions et du distributeur indépendant auprès des salles de cinéma, les programmateurs invoquent la faiblesse de ces projets pour refuser leur exploitation. Pour le troisième film sorti en France, Le Sous-marin noir, Eurozoom se voit imposer par les exploitants un ultimatum d'au moins 150.000 entrées pour être convaincu ou non de continuer avec Conan,. Eurozoom affirme alors que Le Sous-marin noir pouvait être le dernier à être licencié en cas d'échec,,,. La marge de progression de cet ultimatum n'est pas observée en première semaine et fait un flop avec un peu moins de 30 000 entrées, soit un résultat inférieur à son prédécesseur,,.
Une des difficultés de ces projets est de valoriser la sortie en salle et son importance aux yeux de ces fans, parfois « puristes » et déconnectés de toute réalité, plus enclin à attendre des sorties sur les plateformes de streaming : Néanmoins, les films n'intéressent pas le modèle de Netflix, et seul le succès de la première semaine en salle compte pour défendre la licence et produire des suites, la sortie physique ne rentabilisant pas ces productions. Une autre raison invoquée par le distributeur est l'influence néfaste des réseaux sociaux sur leur stratégie marketing, qui répondait à des attentes et des choix « nippophiles » ; les sorties déçoivent alors les parties prenantes de cette distribution par la faible mobilisation de cette influence virtuelle et des fans de la franchise,. 
Le 14 décembre 2023, Eurozoom annonce que le comité Détective Conan et TMS Europe confirment leur accord sur la distribution d'un quatrième film, L'Étoile à un Million de dollars,. Il bénéficie de l’« Aide à l’édition vidéo » du Centre national du cinéma et de l'image animée (CNC). Comme son prédécesseur, ce quatrième opus est présenté hors compétition au Festival d'Annecy 2024,. En mai 2024, le distributeur indique discrètement par tweet-réponse être contraint de sortir ce film d'animation jeunesse en France sans aucune version française, par faute de rentabilité, pour une sortie nationale le 19 juin 2024 au cinéma,,. Après l'échec du Sous-Marin Noir en 2023, les droits des premiers épisodes de la série télévisée ne sont pas renouvelés sur Netflix et sur les différentes autres plateformes,. La plateforme ADN publie néanmoins des récapitulatifs d'anciens épisodes pour entourer la sortie de ce nouveau film.
Lors de sa diffusion nationale, le distributeur annonce que cette diffusion est fluctuante et peut donc connaître des changements de disponibilité d'un jour à l'autre. Le fan est invité à faire les démarches auprès du cinéma de sa ville pour que le film puisse éventuellement y être projeté.

## Accueil

### Box-office
Au Japon, le film attire 630 000 spectateurs et rapportant près d'un milliard de yens (environ 5,7 millions d'euros) pour son premier jour d’exploitation, le vendredi 12 avril 2024, dans 515 cinémas. Sur la lancée des films précédents de la franchise, le film bat des records au box-office, totalisant près de 9 millions de spectateurs et 13 milliards de yens de recettes (environ 75 millions d'euros) après seulement un mois d'exploitation en salles, en faisant le film le plus vu de l'année au Japon, et un des plus grands succès au box-office de l'histoire du pays avant la fin de sa distribution,,. Lors de sa septième semaine d'exploitation (du 20 au 26 mai 2024), le film dépasse Le Sous-marin noir en atteignant 9,8 millions de spectateurs en salle et dépassant 140 milliards de yen de recettes (environ 82 millions d'euros), et devient ainsi le plus gros succès au Japon pour un film Détective Conan, et un des vingt plus gros succès au box-office sur ce territoire.
En France, le film se classe en 6e position du box-office des nouveautés le jour de sa sortie avec 1 965 entrées, dont 107 en avant-premières, soit le plus mauvais démarrage au cinéma pour Conan,. L'Étoile à un million de dollars suit la comédie dramatique Hors du temps (2 343) et devance Elle et lui et le reste du monde (1 327). Il engrange 10 967 entrées au bout de sa première semaine d'exploitation, avec une faible moyenne de 4 tickets vendus par séance. Au cours de la Fête du Cinéma en deuxième semaine, le film cumule 17 351 entrées,,.